# Чукна
Чукна́ — село в Лакском районе Дагестана. Входит в сельское поселение «Сельсовет „Курклинский“».

## География
Расположено в 14 км к северу от районного центра села Кумух. Ближайшие населенные пункты: на севере — село Куба, на юго-востоке — село Вицхи, на юге — село Куркли.

## Население
Согласно переписи 1886 года село Чукна входило в Мукарское наибство и на 100 % состояло из лакцев.
| 1895 | 1926 | 1939 | 1970 | 1989 | 2002 | 2010 |
| ---- | ---- | ---- | ---- | ---- | ---- | ---- |
| 765  | ↘649 | ↗692 | ↘313 | ↘175 | ↗273 | ↘156 |
| 2021 |      |      |      |      |      |      |
| ↗183 |      |      |      |      |      |      |

## Уроженцы
- Джамалутдин Муслимов — народный артист ДАССР, народный хореограф.